# Helicometra elongata
Helicometra elongata är en plattmaskart. Helicometra elongata ingår i släktet Helicometra och familjen Opecoelidae. Inga underarter finns listade i Catalogue of Life.